# Braunsapis clarihirta
Braunsapis clarihirta är en biart som beskrevs av Reyes 1991. Braunsapis clarihirta ingår i släktet Braunsapis och familjen långtungebin. Inga underarter finns listade.